# Hélcio Milito
Hélcio Milito (São Paulo, 9 februari 1931 – Rio de Janeiro, 7 juni 2014) was een Braziliaanse drummer, percussionist en zanger in de genres samba en bossanova.

## Levensloop
Milito, die autodidact was, werd vooral bekend als percussionist in het Tamba Trio, een bossanova-groep die een grote rol speelde in de ontwikkeling van de Braziliaanse muziek. De groep, vernoemd naar een door Milito uitgevonden percussie-instrument (de 'tamba') werd begin jaren zestig opgericht en was met onderbrekingen actief tot halverwege de jaren zeventig (ook als een kwartet, Tamba 4). In de hoogtijdagen van de bossanova speelde hij (buiten het trio) met onder meer João Gilberto, Stan Getz en Astrud Gilberto. Andere musici met wie hij werkte, waren bijvoorbeeld Tambo-collega Luíz Eça, Luiz Bonfá, Sammy Davis jr., Don Costa, Gil Evans, Tony Bennett, Wes Montgomery, Eumir Deodato, Ali Ryerson en de bigband van Kenny Clarke en Francy Boland. Daarnaast speelde hij mee op verschillende film-soundtracks.
Hij overleed na een verblijf van twee maanden in het ziekenhuis, waar hij was opgenomen na een hartinfarct.

## Discografie

### Albums
- Kilombo (lp), Antilles Records/Island Records, 1987[2]

### Met de Bossa Nova-groep
- Bossa é Bossa (ep), Odeon, 1959[3]

### Met het Tamba Trio
- Tamba Trio (lp), Philips, 1962
- Avanço (lp), Philips, 1963
- Tempo (lp), Philips, 1964
- Tamba (lp/cd), RCA Victor, 1974
- Tamba Trio (lp/cd), RCA Victor, 1975
- Tamba Trio: 20 Anos de Sucesso (lp), RCA Victor, 1982